# Человек-паук: Возвращение домой
«Челове́к-пау́к: Возвраще́ние домо́й» (англ. Spider-Man: Homecoming) — американский супергеройский фильм 2017 года режиссёра Джона Уоттса с Томом Холландом в главной роли. Сценарий написан по комиксам Marvel о приключениях супергероя Человека-паука. Второй перезапуск франшизы о Человеке-пауке, а также 16-й по счёту полнометражный кинокомикс в медиафраншизе «Кинематографическая вселенная Marvel» (КВM) и четвёртый в третьей фазе. По сюжету, после событий фильма «Первый мститель: Противостояние» (2016), Питер Паркер пытается совместить школьную жизнь и борьбу с преступностью, а вскоре сталкивается с угрозой в лице Стервятника, роль которого исполнил Майкл Китон.
В феврале 2015 года студии Marvel и Sony заключили соглашение об использовании прав на Человека-паука, включив персонажа в КВM. В июне следующего года Холланд и Уоттс были утверждены на главную роль и режиссёрское кресло соответственно. В качестве авторов сюжета были приглашены Джонатан Голдштейн и Джон Фрэнсис Дейли. В апреле 2016 года было оглашено название кинокомикса, а также состоялся подбор актёров. Съёмки начались в июне 2016 года и завершились в октябре того же года. Они проводились в павильонах студии Pinewood, Атланте, Лос-Анджелесе и Нью-Йорке. Состав сценаристов был объявлен во время производства. Съёмочная команда приложила усилия, чтобы картина отличалась от остальных фильмов про Человека-паука.
Премьера киноленты состоялась 28 июня 2017 года в Голливуде. В широкий прокат картина вышла 6 июля в форматах 3D, IMAX и IMAX 3D. «Возвращение домой» собрало свыше $ 880 млн в мировом прокате, став второй кассовой экранизацией о Человеке-пауке и шестым по успешности фильмом 2017 года. Кинокомикс получил благоприятные отзывы критиков, хваливших легкомысленный тон, внимание на школьную жизнь Паркера и актёрскую игру Холланда и Китона. Продолжение, «Человек-паук: Вдали от дома», вышло в прокат 2 июля 2019 года. Третий фильм был выпущен 15 декабря 2021 года.

## Сюжет
2012 год. Эдриан Тумс и его команда занимаются очисткой Нью-Йорка после вторжения Читаури, но их операция перешла под юрисдикцию Департамента по ликвидации разрушений (ДПЛР), совместного предприятия Тони Старка и правительства США. Оставшийся без работы Тумс просит своих коллег сохранить технологию Читаури и использовать её для создания и продажи передового оружия. Для кражи артефактов Читаури Тумс использует костюм Стервятника. Наши дни. Старк вербует Питера Паркера, чтобы тот мог помочь в конфликте Мстителей в Берлине. После миссии Тони говорит Питеру, что он пока не готов стать Мстителем. Сам Паркер возвращается к учёбе в Мидтаунской школе науки и технологий.
Паркер покидает команду по академическому декатлону, чтобы больше времени уделять борьбе с преступностью. Лучший друг Питера Нед со временем узнаёт его тайную личность. Паркер сталкивается с сообщниками Тумса Джексоном Брайсом / Шокером и Германом Шульцем, которые продают оружие местному преступнику Аарону Дэвису. Тумс в костюме Стервятника ловит Паркера и бросает его в озеро. Старк спасает юношу и просит его не ввязываться в преступный мир. Тумс случайно убивает Брайса, а Шульц становится новым Шокером.
Получив оружие Читаури, оставленное Брайсом, Питер и Нед изучают его и удаляют энергетическое ядро. Паркер прикрепляет Шульцу маячок и возвращается в команду по декатлону. Герой отправляется в Вашингтон на национальный турнир. Нед и Питер отключают жучок, встроенный в костюм Человека-паука. Паркер пытается помешать Тумсу украсть оружие из грузовика ДПЛР, но попадает в ловушку, из-за которой он пропускает турнир по декатлону. Питер узнаёт, что внутри энергетического ядра Читаури встроена бомба. Герой мчится к монументу Вашингтону, где ядро взрывается и Нед со своими друзьями застревает в лифте. Паркер спасает своих одноклассников вместе с Лиз. Позже на борту Статен-Айленд Ферри Паркер захватывает нового покупателя Тумса Мака Гаргана. Сам Тумс сбегает и его неисправное оружие разрывает паром пополам. Старк помогает Паркеру спасти пассажиров и конфискует у него костюм.
Паркер возвращается домой и просит Лиз пойти с ним потанцевать во время вечера выпускников. В ночь Питер узнаёт, что Эдриан Тумс — отец Лиз. Узнав тайную личность Паркера, Тумс угрожает ему и намеревается захватить самолёт ДПЛР, перевозящий оружие из Башни Мстителей в новую штаб-квартиру команды. Паркер покидает вечер, надевает свой старый костюм Человека-паука и мчится в логово Тумса. Он побеждает Шульца благодаря Неду. Тумс нападает на Паркера и разрушает опорные колонны здания, оставляя Паркера умирать под обломками. Паркер сбегает и сражается с Тумсом на самолёте. Самолёт терпит крушение на пляже возле Кони-Айленд, а Паркер спасает Тумсу жизнь после того, как повреждённый костюм Стервятника вышел из строя. Полиция арестовывает Тумса, а его дочь Лиз покидает школу. Старк предлагает Паркеру стать полноценным участником команды Мстителей и возвращает ему костюм, но последний отказывается. Тем временем Тони делает Пеппер Поттс предложение руки и сердца. Питер надевает костюм, а тётя Мэй узнаёт, что он и есть Человек-паук.
В первой сцене после титров в тюрьме Гарган встречает Тумса и говорит, что знает, кто скрывается под маской Человека-паука. Но Тумс отказывается раскрывать ему личность супергероя.
Во второй сцене появляется социальная реклама, где Капитан Америка ломает четвёртую стену.

## Актёрский состав
| Актёр                | Роль                                           |
| -------------------- | ---------------------------------------------- |
| Том Холланд          | Питер Паркер / Человек-паук                    |
| Майкл Китон          | Эдриан Тумс / Стервятник                       |
| Джон Фавро           | Гарольд «Хэппи» Хоган                          |
| Зендея               | Мишель «Эм-Джей» Джонс-Уотсон                  |
| Дональд Гловер       | Аарон Дэвис                                    |
| Тайн Дейли           | руководитель ДПЛР Энн-Мари Хог                 |
| Мариса Томей         | тётя Мэй Паркер                                |
| Роберт Дауни-младший | Тони Старк / Железный человек                  |
| Гвинет Пэлтроу       | Пеппер Поттс                                   |
| Керри Кондон         | искусственный интеллект П.Я.Т.Н.И.Ц.А. (голос) |
| Крис Эванс           | Стив Роджерс / Капитан Америка (камео)         |
| Джейкоб Баталон      | Нед                                            |
| Лора Харриер         | Лиз                                            |
| Тони Револори        | Юджин «Флэш» Томпсон                           |
| Гарсель Бове         | мама Лиз Дорис Тумс                            |
| Дженнифер Коннелли   | искусственный интеллект Карен (голос)          |
| Хемки Мадера         | мистер Делмар                                  |
| Букем Вудбайн        | Герман Шульц / Шокер                           |
| Логан Маршалл-Грин   | Джексон Брайс / Шокер                          |
| Майкл Чернус         | Финес Мэйсон / Тинкерер                        |

| Актёр                   | Роль                     |
| ----------------------- | ------------------------ |
| Майкл Мэндо             | Мак Гарган               |
| Кеннет Чои              | директор Морита          |
| Хэннибал Бёресс         | тренер Уилсон            |
| Мартин Старр            | мистер Роджер Харрингтон |
| Селенис Лейва           | миссис Уоррен            |
| Тунде Адебимпе          | мистер Коббуэлл          |
| Джон Пеник              | мистер Хэпгуд            |
| Изабелла Амара          | Салли                    |
| Хорхе Лендеборг-младший | Джейсон Ионелло          |
| Дж. Дж. Тота            | Сеймур                   |
| Абрахам Атта            | Абрахам                  |
| Тиффани Эспенсен        | Синди Мун                |
| Ангури Райс             | Бетти Брант              |
| Майкл Барбиери          | Чарльз Мёрфи             |
| Итан Дизон              | Тайни МакКивер           |
| Марта Келли             | экскурсовод              |
| Кёрк Тэтчер             | панк-рок парень (камео)  |
| Гэри Уикс               | агент ДПЛР Фостер        |
| Стэн Ли                 | Гари (камео)             |

## Производство

### Замысел
После взлома серверов Sony Pictures Entertainment в ноябре 2014 года в сеть просочилась переписка сопредседателя Sony Эми Паскаль и президента Columbia Pictures Дага Белграда, в ходе которой обсуждалось «новое креативное направление» франшизы о Человеке-пауке и переход прав на экранизацию к Marvel Studios. В феврале 2015 года Sony и Marvel Studios объявили, что новый фильм о Человеке-пауке, продюсируемый Эми Паскаль и Кевином Файги, станет частью медиафраншизы «Кинематографическая вселенная Marvel» (КВМ) и выйдет на экраны 28 июля 2017 года. Персонаж сначала появится в более раннем фильме КВM. В том же месяце стало известно, что первое появление Человека-паука состоится в фильме «Первый мститель: Противостояние». Marvel Studios изучили возможность интеграции других персонажей КВM в будущие фильмы о Человеке-пауке, в то время как Sony Pictures будет заниматься финансированием и продвижением фильма и сохранит за собой окончательный контроль над творческим процессом.
По словам Файги, Marvel планировали включить Человека-паука в КВМ ещё с октября 2014 года. Было объявлено, что Ави Арад и Мэтт Толмач, продюсеры серии фильмов Марка Уэбба «Новый Человек-паук», выступят исполнительными продюсерами нового фильма, и что ни Уэбб, ни бывший исполнитель главной роли Эндрю Гарфилд не примут участие в фильме. Sony начали искать актёра, который был бы моложе Гарфилда. Основными претендентами на роль Питера Паркера были объявлены Логан Лерман и Дилан О'Брайен.
В марте 2015 года Дрю Годдард рассматривался в качестве сценариста и режиссёра фильма, в то время как О’Брайен отрицал своё участие в проекте. Годдард, который раннее должен был ставить фильм о Зловещей шестёрке, отказался от участия в работе над фильмом. В следующем месяце Файги заявил, что персонажу Питеру Паркеру будет примерно 15 или 16 лет. Он также добавил, что фильм не будет рассказывать историю происхождения героя, но в то же время в фильме будут отсылки на отдельные сцены из прошлого Человека-паука. Позднее в том же месяце было объявлено, что Sony и Marvel рассматривают Нэта Вуллфа, Эйсу Баттерфилда, Тома Холланда, Тимоти Шаламе и Лиама Джеймса на роль Человека-паука, причём основными претендентами были Холланд и Баттерфилд.
В мае 2015 года Джонатан Ливайн, Тед Мелфи, Джейсон Мур, Джон Фрэнсис Дейли и Джонатан Голдштейн, а также Джаред Хесс были рассмотрены на пост режиссёра фильма. Баттерфилд, Холланд, Джуда Льюис, Мэттью Линтц, Чарли Пламмер и Чарли Роу сделали скрин-тесты совместно с Робертом Дауни-младшим, исполнителем роли Тони Старка / Железного человека в КВМ, для «химии» между персонажами. Из более 1500 кандидатов было выбрано 6 актёров, которые прошли прослушивание перед Пении Файги. Файги и Паскаль снова сузили количество кандидатов на роль Человека-паука, остановившись на Холланде и Роу. Также Холланд сделал скрин-тест с Крисом Эвансом, исполнителем роли Капитана Америки в КВМ. 23 июня 2015 года Marvel и Sony официально подтвердили, что роль Питера Паркера получил Том Холланд, а режиссёрский пост занял Джон Уоттс. Руссо подтвердили, что первое появление Человека-паука состоится в фильме «Первый мститель: Противостояние», а также высоко оценили акробатические способности Холланда.
В конце июня 2015 года Файги заявил, что главным антагонистом фильма станет один из злодеев Человека-паука из комиксов, которые ещё не появлялись в других фильмах, и что съёмки начнутся в июне 2016 года. Роль Мэй Паркер вскоре досталась Марисе Томей. Также стало известно, что Дейли и Голдштейн вступили в переговоры, чтобы написать сценарий к фильму, которые завершились успехом. В октябре 2015 года Уоттс сказал, что хочет снять фильм о взрослении Питера Паркера, опираясь на такие картины, как «Скажи что-нибудь», «Почти знаменит» и «Любовь нельзя купить», как на любимые фильмы в этом жанре. В декабре Оливер Шолл был назначен художником-постановщиком фильма.

### Подготовка к съёмкам

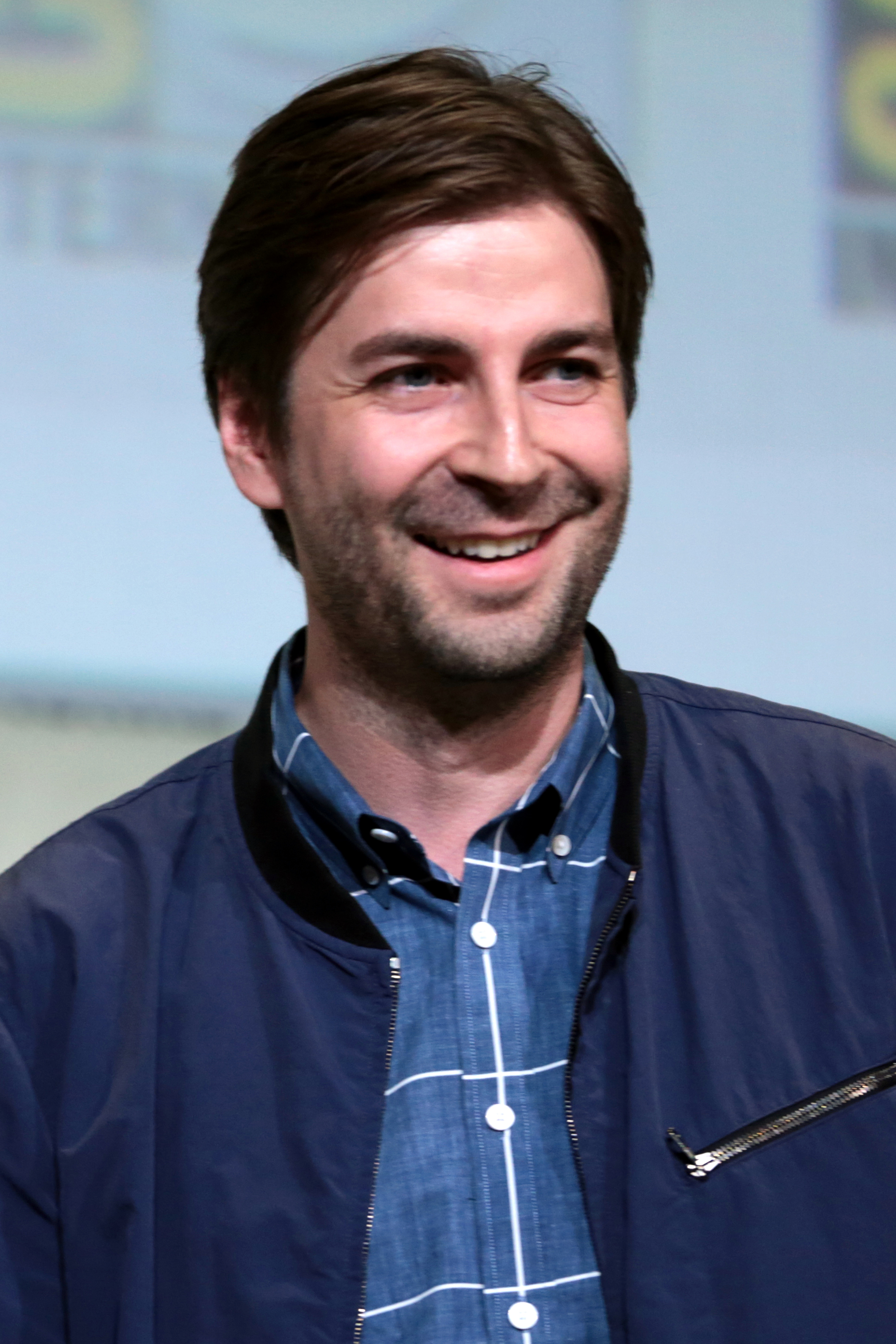
Режиссёр фильма Джон Уоттс на San Diego Comic-Con International в 2016 году

В январе 2016 года Sony передвинули премьеру фильма с 28 на 7 июля 2017 года. Также было выявлено, что фильм будет выпущен в формате IMAX 3D. Джей Кей Симмонс выразил интерес вернуться к роли Джей Джона Джеймсона, которого он сыграл в трилогии Сэма Рэйми. В начале марта Зендея получила роль Мишель (одноклассницы Питера), в то время как Томей была утверждена как Мэй Паркер. В следующем месяце Кевин Файги подтвердил, что персонажи из предыдущих фильмов «Кинематографической вселенной Marvel» появятся в фильме, отметив, что заключённая сделка с Sony в то же время не обозначает, какие персонажи могут и не могут принимать участие в кроссовере. Кроме того, касаемо отношений с Sony Файги высказался: «Мы работаем сообща. Даже не знаю, что будет указано в титрах, но фильм — это проект Marvel Studios, который снимает Sony Pictures. Согласно нашей договорённости, новый фильм — картина „Сони“. Эми Паскаль продюсирует кино вместе с нами, а курирует продакшн глава „Сони“ Том Ротман. Мы выступаем художественными продюсерами: мы нашли актёра, представим его зрителям в своём фильме, участвуем в подготовке сценария и готовимся снимать кино про Паучка».
Помимо этого, в апреле Sony представило официальный логотип и название своего нового фильма о Человеке-Пауке. Фильм получил название «Spider-Man: Homecoming». Об использовании подзаголовка Homecoming председатель Sony Pictures Томас Ротман сказал, что это «ссылка на среднюю школу», а также ссылка на «возвращение Человека-паука в Marvel и появление в „Кинематографической вселенной Marvel“». Майкл Китон вступил в переговоры, чтобы сыграть роль злодея, в то время, как к актёрскому составу присоединились Тони Револори и Лора Харриер. В это же время было подтверждено, что Роберт Дауни-младший появится в фильме и вновь исполнит роль Тони Старка / Железного человека. В конце мая 2016 года стало известно, что переговоры с Marvel прошли успешно и Китон получил роль. В июне было выявлено, что Майкл Барбиери сыграет друга Паркера, а Кеннет Чои — директора школы, где учится Питер, в то время как Дональд Гловер и Мартин Старр получили неизвестные роли. В этом же месяце Логан Маршалл-Грин вступил в переговоры, чтобы исполнить роль второго антагониста, наряду с Китоном. Букем Вудбайн исполнил роль антагониста фильма. Джейкоб Баталон сыграет лучшего друга Питера, Неда Лидса. Роли получили Тайн Дэйли и Майкл Мэндо. Джон Фавро вновь вернётся к роли Хэппи Хогана.

### Съёмки
- Звукорежиссёр: Дэйв Джордан
- Руководитель отдела по визуальной разработке: Райан Майнердинг
- Супервайзер по визуальным эффектам: Джанек Симс[англ.]
- Художник по костюмам: Луиз Фрогли
- Монтаж: Дэн Лебентал, Дэбби Берман
- Художник-постановщик: Оливер Шолль

Основные съёмки фильма начались 20 июня 2016 года в Pinewood Atlanta Studios в Фейетте, округ Джорджия под рабочим названием «Лето Джорджа!». На съёмках в Атланте Холланд сказал, что «будет дешевле построить декорации Нью-Йорка, чем переносить съёмки фильма в Нью-Йорк, который тесно связан с главным героем».

### Завершение производства
В ноябре 2016 года Файги подтвердил, что Майкл Китон исполнит роль Стервятника. Позже выяснилось, что это будет воплощение Эдриана Тумса, в то время как Букем Вудбайн сыграет Шокера.

## Музыка
Во время продвижения фильма «Доктор Стрэндж» (2016) в начале ноября 2016 года президент Marvel Studios Кевин Файги случайно сообщил, что Майкл Джаккино, написавший музыку к этому фильму, также будет писать музыку для «Возвращения домой», и сам Джаккино вскоре подтвердил это. Запись саундтрека началась 11 апреля 2017 года. Музыка включает в себя тему из мультсериала «Человек-паук» (1967), которая воспроизводится во время логотипа Marvel Studios. Саундтрек был выпущен Sony Masterworks 7 июля 2017 года.

## Прокат

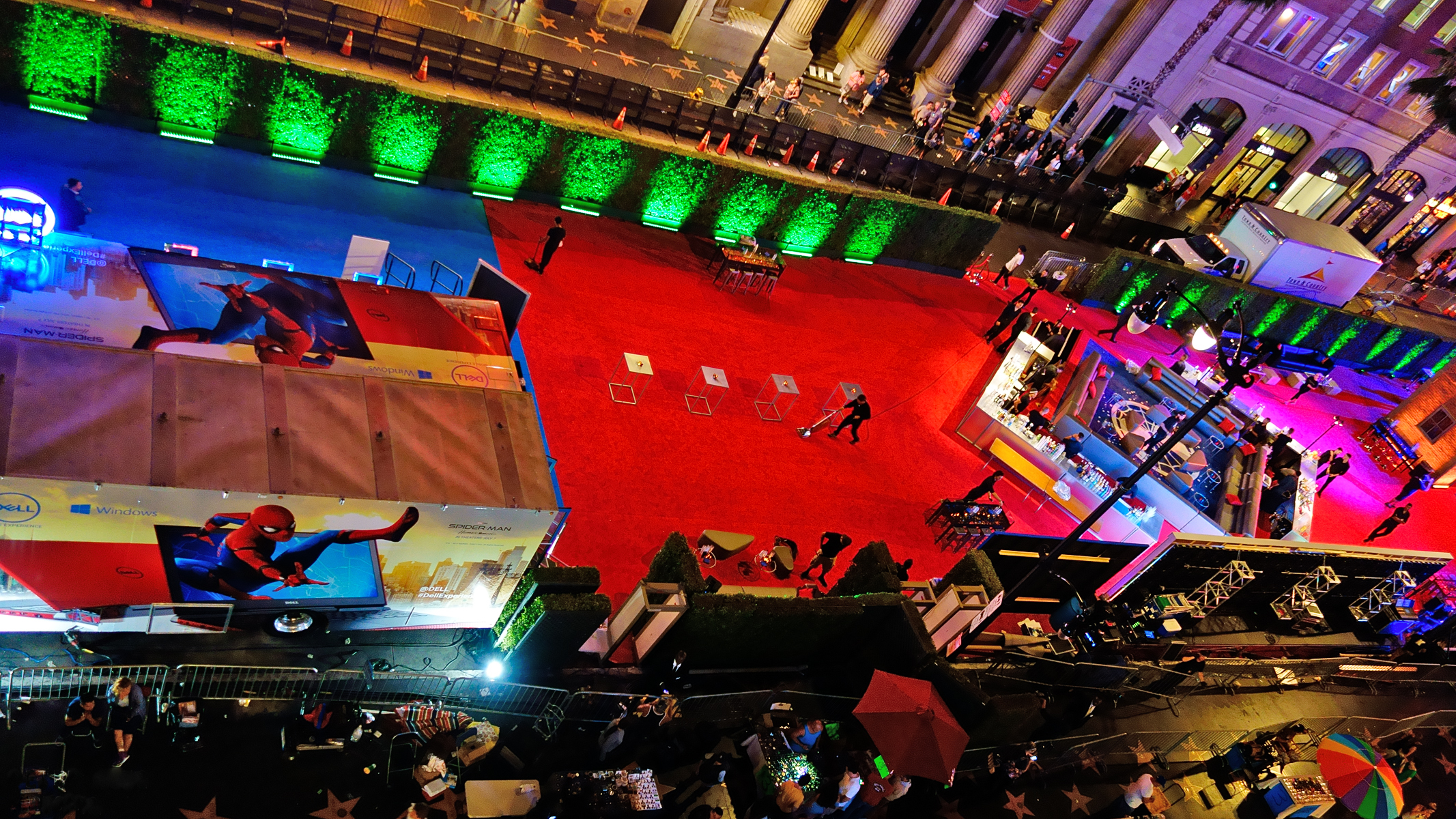
Мировая премьера фильма «Человек-паук: Возвращение домой» в китайском театре TCL.

Мировая премьера картины состоялась 28 июня 2017 года в китайском театре TCL в Голливуде и вышла на экраны 5 июля в Великобритании, в России — 6 июля, в США — 7 июля в формате 3D, IMAX и IMAX 3D. Первоначально фильм должен выйти на экраны 28 июля 2017 года.
В марте 2024 года Sony объявила, что все фильмы о Человеке-пауке будут перевыпущены в кинотеатрах в рамках празднования 100-летия Columbia Pictures. «Человек-паук: Возвращение домой» будет перевыпущен 20 мая 2024 года.

### Маркетинг

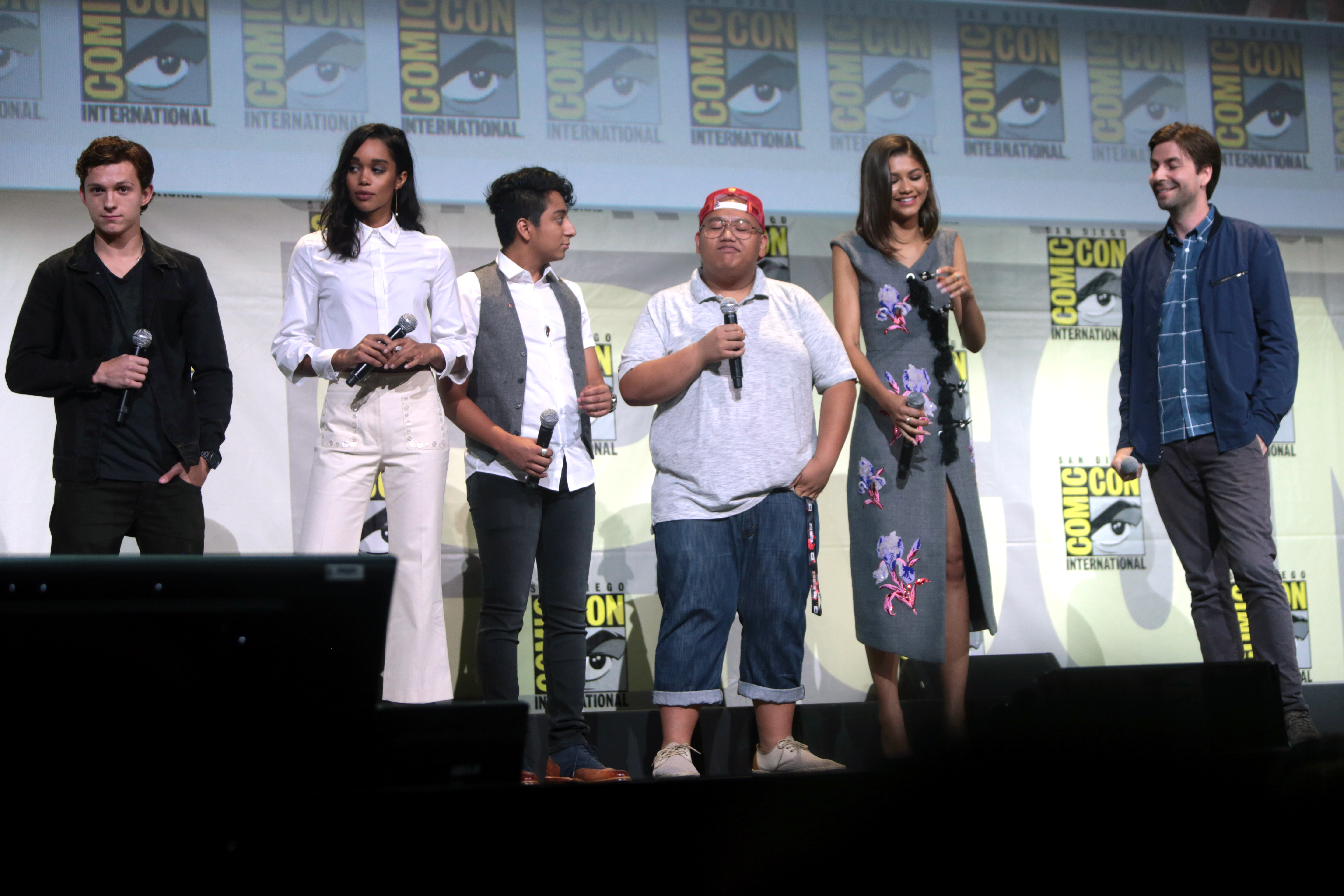
(слева направо) Том Холланд, Лора Харриер, Тони Револори, Джейкоб Баталон, Зендея и режиссёр Джон Уоттс продвигают фильм на San Diego Comic-Con International в 2016 году.

Уоттс, Холланд, Баталон, Хэрриер, Револори и Зендея посетили San Diego Comic-Con в 2016 году, где представили эксклюзивный отрывок из фильма. На Comic Con Experience 2016 была представлена панель фильма. Премьера первого трейлера состоялась 8 декабря 2016 года на ток-шоу Jimmy Kimmel Live!. Были выпущены две версии — одна, которая дебютировала на Jimmy Kimmel Live!, другая — международная версия, с разными кадрами и диалогами. Файги подумал, что существует достаточно разницы между ними: «Было бы забавно, если бы люди увидели и то, и другое».
28 марта 2017 года дебютировал второй трейлер после того, как футадж был показан на фестивале CinemaCon 2017 накануне вечером. Эксклюзивный отрывок из фильма был показан во время церемонии MTV Movie & TV Awards 2017.
24 мая 2017 года Sony и Marvel выпустили третий отечественный и международный трейлер. Итан Андертон из /Film наслаждался обоими трейлерами, заявив, что фильм «имеет возможность стать лучшей картиной о Человеке-пауке. Наличие веб-ролика как часть „Кинематографической вселенной Marvel“ просто кажется правильным».

## Реакция

### Кассовые сборы
«Человек-паук: Возвращение домой» собрал в мировом прокате $ 880 166 924 при бюджете в $ 175 млн. Сборы в США и Канаде составили $ 334 201 140, в других странах — $ 545 965 784. 669 кинозалов IMAX принесли ленте $ 18 млн. По результатам опроса компании Fandango, «Возвращение домой» признали второй самой ожидаемой картиной лета после «Чудо-женщины». 24 сентября 2017 года фильм стал самой кассовой экранизацией комиксов 2017 года, заработав $ 874,4 млн.
«Человек-паук: Возвращение домой» заработал $ 50,9 млн в свой первый день проката в США (включая $ 15,4 млн с предварительных показов), причём за первый уик-энд картина собрала $ 117 млн. Это был второй по величине старт после «Человека-паука 3», собравшего 151,1 млн в 2007 году. Согласно раннему прогнозу от журнала BoxOffice, за первые выходные лента может собрать $ 135 млн, которые были позже скорректированы до $ 125 млн, а Deadline.com дал обещание, что дебют фильма составит $ 90—108 млн. За вторые выходные фильм, оказавшись на втором месте позади «Планеты обезьян: Война», собрал 45,2 млн и потерял 61 % дохода. Такое падение случалось с «Новым Человеком-пауком 2» и «Человеком-пауком 3» во время второго уик-энда. Картина упала на третье место в третий уик-энд. К 26 июля сборы «Возвращения домой» в США выросли до $ 262,1 млн, превысив показатели «Нового Человека-паука» ($ 262 млн), что дало ленте занять на финише пятое место во время четвёртого уик-энда. На следующих выходных «Возвращение домой» финишировал шестым, а уже на седьмом месте картина простояла пять уик-эндов подряд. К 3 сентября 2017 года фильм заработал $ 325,1 млн, превысив прогнозируемую сумму в $ 325 млн в американском прокате. В свой одиннадцатый уик-энд «Возвращение домой» заняло девятое место.
В международном прокате «Человек-паук: Возвращение домой» заработал $ 140 млн за первый уик-энд в 56 странах, причём лента стала лидером проката в 50 из них. Южная Корея показала самый лучший старт проката в среду, что способствовало картине собрать $ 25 млн, показав третий по величине старт для голливудского кинематографа. $ 7 млн, заработанные на показах IMAX, стали лучшим результатом для фильма Sony на международном рынке. В своей второй уик-энд фильм занял первое место во Франции, в Германии — второе. Лента заработала дополнительные $ 11,9 млн в Южной Корее, чтобы довести общее число сборов в стране до $ 42,2 млн. Этот результат сделал «Возвращение домой» самой кассовой кинокартиной о Человеке-пауке, а также самым крупным голливудским релизом 2017 года в стране. Третий уик-энд фильма показал, что Латинская Америка установила рекорд в качестве самой кассовой экранизации о Человеке-пауке за всё время, причём регион принёс $ 77,4 млн. Бразилия оставалась самым крупным рынком, имея $ 25,7 млн. В Южной Корее фильм стал 10-м самым кассовым международным релизом всех времён. «Возвращение домой» оказалось лидером в испанском прокате в своём четвёртом уик-энде. $ 70,8 млн были собраны в Китае, показав третий самый успешный старт после «Мстителей: Эры Альтрона» и «Первого мстителя: Противостояния». Крупнейшими рынками фильма являются Китай ($ 116,3 млн), Южная Корея ($ 51,5 млн) и Великобритания ($ 39,6 млн).

### Рейтинги
На сайте Rotten Tomatoes рейтинг «свежести» фильма составляет 92 % со средним рейтингом 7,6/10 на основе 306 отзывов, из которых 282 — положительные, а оставшиеся 24 — отрицательные. Критический консенсус сайта гласит: «„Человек-паук: Возвращение домой“ совершил второй перезапуск, обеспечивая красочное, забавное приключение, которое удобно встраивается в растянутую киновселенную Marvel, не увязнув в создании франшизы». На сайте Metacritic, где оценки выставляются на основе среднего арифметического взвешенного, средний рейтинг фильма составляет 73 балла из 100 на основе 51 отзыв, указывая «в целом благоприятные отзывы».

### Отзывы
| Рейтинги            | Рейтинги |
| Издание             | Оценка   |
| ------------------- | -------- |
| Empire              | [ 173 ]  |
| The Times of India  | [ 174 ]  |
| The Guardian        | [ 175 ]  |
| The Daily Telegraph | [ 176 ]  |
| Digital Spy         | [ 177 ]  |
| Hindustan Times     | [ 178 ]  |

Критика США

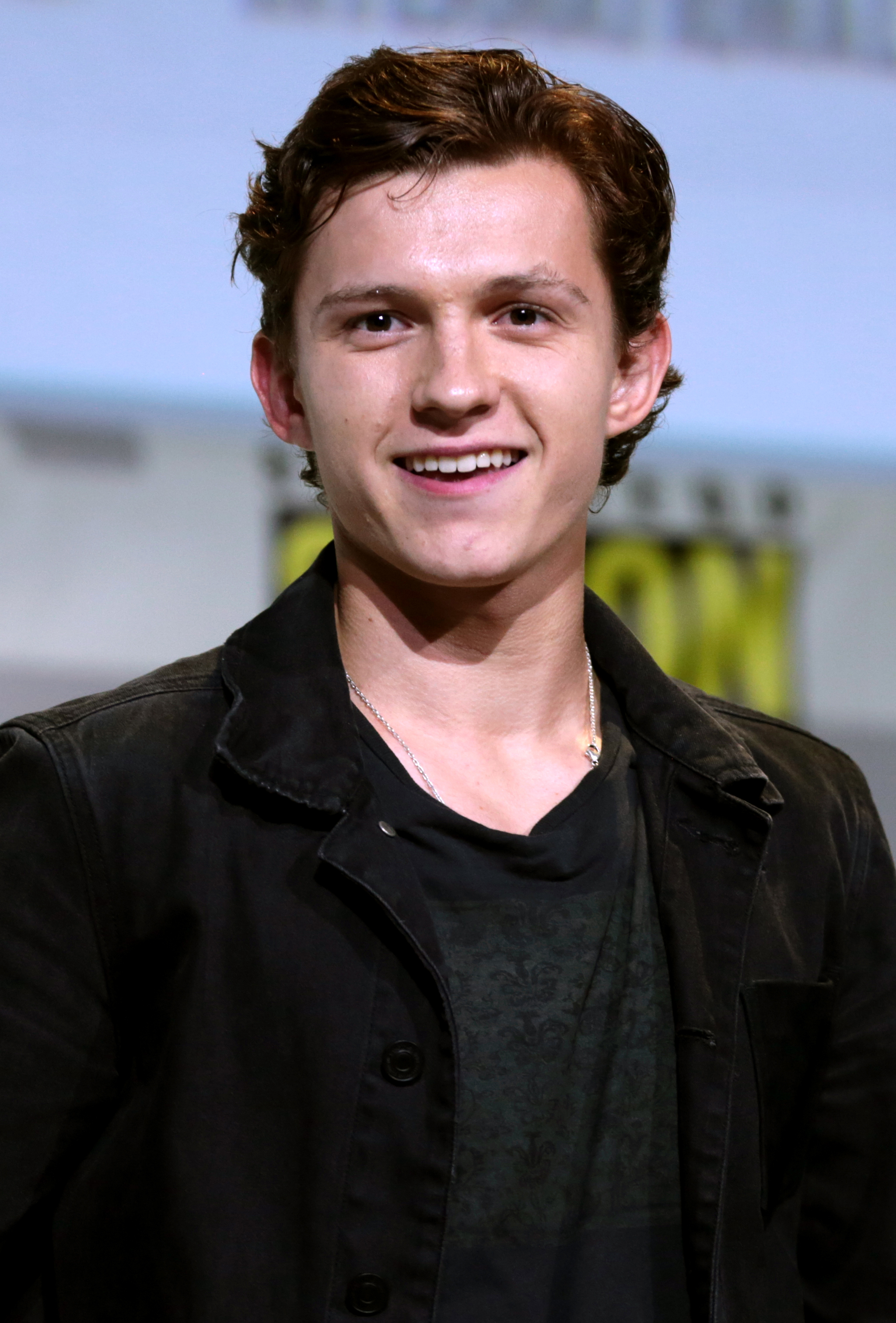
Том Холланд получил широкую известность за исполнение роли Человека-паука

Оуэн Глейберман из Variety сказал: «Впрочем, и элемента непредсказуемости тут хватает для того, чтобы вы начали волноваться за Питера. Однако особенности этого конкретного Человека-паука слишком уж банальны: в своей борьбе за справедливость он продолжает падать и вновь вставать на ноги». Майк Райан из Uproxx похвалил светлый тон фильма и выступления, написав: «„Человек-паук: Возвращение домой“ — лучший фильм о Человеке-пауке на сегодняшний день. Это приходит с предостережением о том, что „Человек-паук: Возвращение домой“ и „Человек-паук 2“ собираются по-разному, и оба хороши. Но, в общем, я просто люблю это воплощение Питера Паркера, который просто любит быть Человеком-пауком». Кеннет Туран из Los Angeles Times написал «смешанный» обзор, высоко оценив выполнение трюков и назвал Майкла Китона «одним из самых сильных, самых сочувствующих злодеев всей серии», но режиссуру Джона Уоттса он назвал «неравномерно организованной».

### Награды и номинации
| Год  | Премия             | Категория                     | Номинант(ы)                       | Результат |
| ---- | ------------------ | ----------------------------- | --------------------------------- | --------- |
| 2017 | Teen Choice Awards | Choice Movie: Звёздный прорыв | Том Холланд                       | Номинация |
| 2017 | Teen Choice Awards | Choice Movie: Звёздный прорыв | Зендея                            | Номинация |
| 2017 | Teen Choice Awards | Choice Summer: Кино           | «Человек-паук: Возвращение домой» | Победа    |
| 2017 | Teen Choice Awards | Choice Summer: Актёр          | Том Холланд                       | Победа    |
| 2017 | Teen Choice Awards | Choice Summer: Актриса        | Зендея                            | Победа    |

## Будущее

### Сиквел
В июне 2016 года Ротман заявил, что Sony и Marvel намерены выпустить продолжения фильма о Человеке-пауке. В декабре 2016 года, после успешного выпуска первого трейлера «Возвращение домой», Sony объявили о разработке сиквела, премьера которого назначена на 5 июля 2019 года. Файги заявил, что у них с Marvel есть пара идей на счёт дальнейшего развития серии фильмов, которая будет напоминать серию о Гарри Поттере, то есть сюжет каждого фильма будет охватывать новый «учебный год», добавив: «Это будет своего рода путешествие для Питера, где ученики „Хогвартса“ будут проходить каждый год». Джон Уотс снова поставит новый фильм о Человеке-пауке, съёмки которого планируют стартовать в июле 2018 года. Заглавную роль вновь исполнит Том Холланд. Майкл Китон, Мариса Томей, Джейкоб Баталон и Зендея вернутся к ролям Эдриана Тумса, Мэй Паркер, Неда и Мишель соответственно. Джейк Джилленхол рассматривается на роль Мистерио, который станет главным антагонистом фильма,. Все что известно по сюжету, то это то, что Питер на летних каникулах отправится в путешествие по миру. Дизайнер по костюмам заявила, что у Питера сильно изменится костюм. Кевин Файги заявил, что события сиквела разворачиваются после фильма «Мстители: Финал».

### Анимационный сериал-приквел
В ноябре 2021 года началась разработка анимационного сериала «Человек-паук: Первый год», который сфокусируется на истории происхождения Питера Паркера и его первых шагах в качестве Человека-паука. Главным сценаристом и исполнительным продюсером проекта станет Джефф Траммел. Стиль мультсериала почтит данью уважения ранние комиксы о Человеке-пауке.